# Usine de Gol-les-Hauts
Ne doit pas être confondu avec Usine du Gol.
L'usine de Gol-les-Hauts est une ancienne usine sucrière de l'île de La Réunion, département et région d'outre-mer français dans le sud-ouest de l'océan Indien. Située au Gol-les-Hauts, à Saint-Louis, elle est inscrite monument historique depuis un arrêté du 16 janvier 2023. Seule l'une de ses cheminées bénéficiait jusqu'alors d'une telle protection, depuis un arrêté du 10 juin 2002 auquel le nouveau se substitue.